# ヒュラスとニンフたち

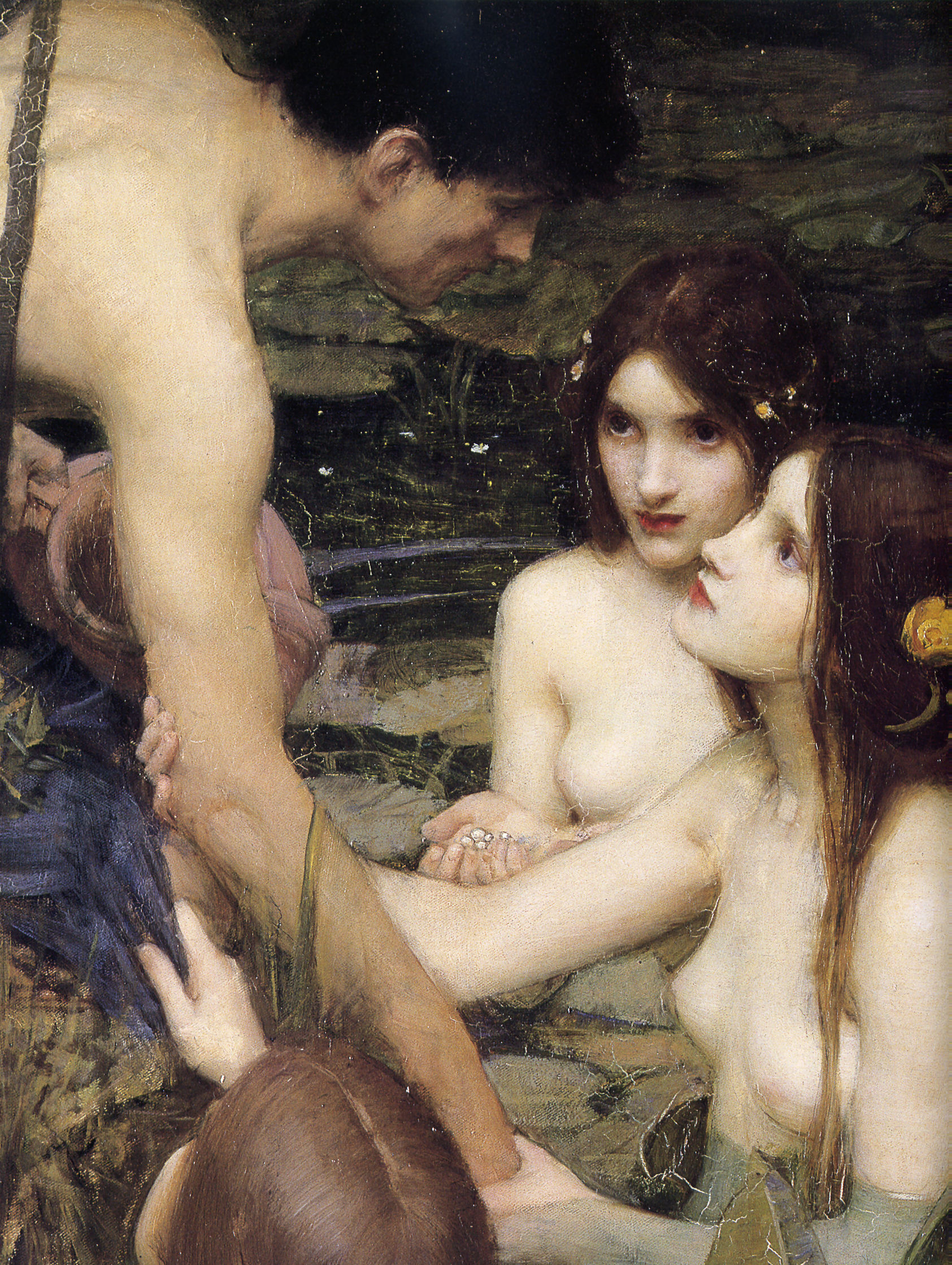
ヒュラースを誘い込もうとするニンフたち。

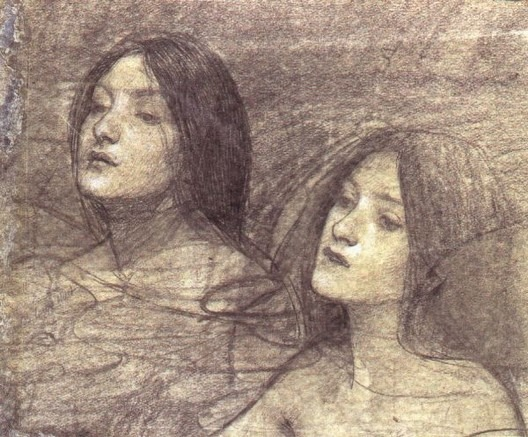
2人のニンフの習作。

『ヒュラスとニンフたち』（英: Hylas and the Nymphs）は、イギリスの画家ジョン・ウィリアム・ウォーターハウスの1896年の絵画である。油彩。この作品はオウィディウスや他の古代の作家の説明に基づいて、悲劇的な若者ヒュラースに関するギリシア神話の一場面を描いている。ヒュラースは水を汲みに来た時に恍惚状態となり、ナーイアス（水のニュンペー）によって誘拐される。本作品は危険な女性のセクシュアリティの隠喩として、またニンフォマニアに対する警告として解釈されてきた。男性を惑わすファム・ファタールの主題の範疇にも入る。現在はマンチェスター市立美術館に所蔵されている。またウォーターハウスの習作素描の一部がオックスフォード大学のアシュモレアン博物館に所蔵されている。

## 主題
ヒュラースはドリュオプス人の非道な王テイオダマースの息子だった。ヘーラクレースがヒュラースの父親を殺した後、ヒュラースはヘーラクレースに育てられ、仲間となった。彼らはともにアルゴナウタイとなり、イアーソーンを伴ってアルゴー船で金羊毛を探し求めた。旅の途中、ヒュラースは新鮮な水を汲んでくるように言われた。彼は泉を見つけて水を汲もうとしたが、ヒュラースの美しさに魅了されたナーイアスたちが彼を水中に誘い込んだため、行方が分からなくなった。ヘーラクレースはヒュラースを探したが発見することが出来なかった。

## 作品
ウォーターハウスはヒュラースを古典的な服を着た男性の青年として描いている。ヒュラースは赤い帯で結んだ青いチュニックを身に着け、口径の大きい水瓶を持っている。彼は青々とした緑豊かな茂みに囲まれた泉のそばに腰を下ろし、睡蓮の葉と花に包まれた泉の中から姿を見せる7人の美しい水のニンフの方を向いている。ニンフたちは裸で、アラバスターの肌は透明な水の中暗く光っており、黄色と白の花が彼女らの鳶色の髪を覆っている。彼女たちの顔はおそらく2人のモデルに基づいた非常に類似した特徴を持っている。
ヒュラースは彼が二度と帰って来られない水に入るよう誘惑されている。ニンフの1人はヒュラースの手首と肘を、2人目はチュニックを握って水中に引き込もうとし、3人目は手のひらで真珠をすくい上げて見せている。ヒュラースの顔は陰影が付けられ、ほとんど目は見えないが、ニンフの顔は彼を見ていることがはっきりと分かる。場面はヒュラースが水を見下ろしている所から少し上がった位置で描かれているため、空は見えない。
ヒュラースはウィリアム・エッティ（1833年）やヘンリエッタ・レイ（1910年）など、19世紀と20世紀初頭のイギリスの画家たちが繰り返し描いたテーマだった。ウォーターハウス自身も1893年の初期の作例があり、1896年には彼の詩『ヘーラクレースとヒュラース』がフランシス・バーデット・トーマス・クーツネヴィルから出版されており、画家の関心の高さがうかがえる。ウォーターハウスはまた『ナルキッソス』（1903年、リヴァプールのウォーカー・アート・ギャラリー所蔵）といった他のギリシア神話の悲劇的な若者も描いている。

## 来歴
本作品は1896年にマンチェスター市立美術館が画家から購入し、翌1897年にロイヤル・アカデミー夏季展示会で展示された。
作品は2018年初頭にソニア・ボイスの作品プロジェクトの一環として、「マンチェスターのパブリックコレクションでの芸術作品の展示方法と解釈方法についての会話を促すため」にギャラリー10の展示室「美の追求」から撤去された。ギャラリーの来場者は、壁に残った空きスペースに、用意されたポストイットに記入して貼るように勧められた。批判を受け、作品は数日後にすぐに同じ場所に展示された。

## ギャラリー

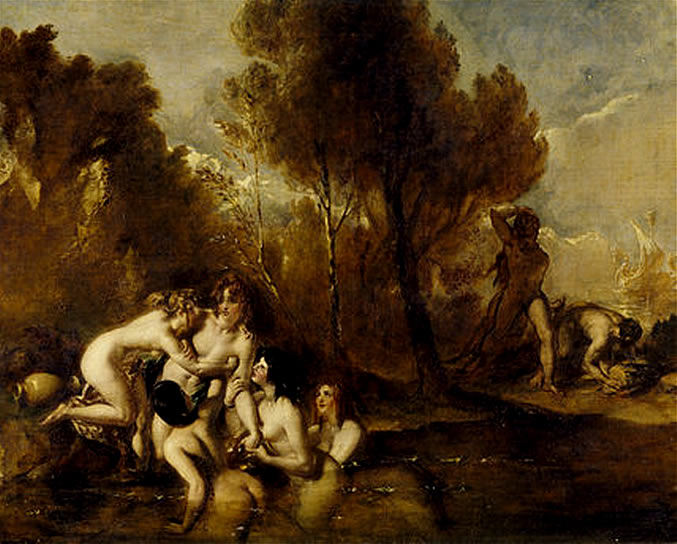
ウィリアム・エッティ 『水のニンフたちと若いヒュラース』1833年
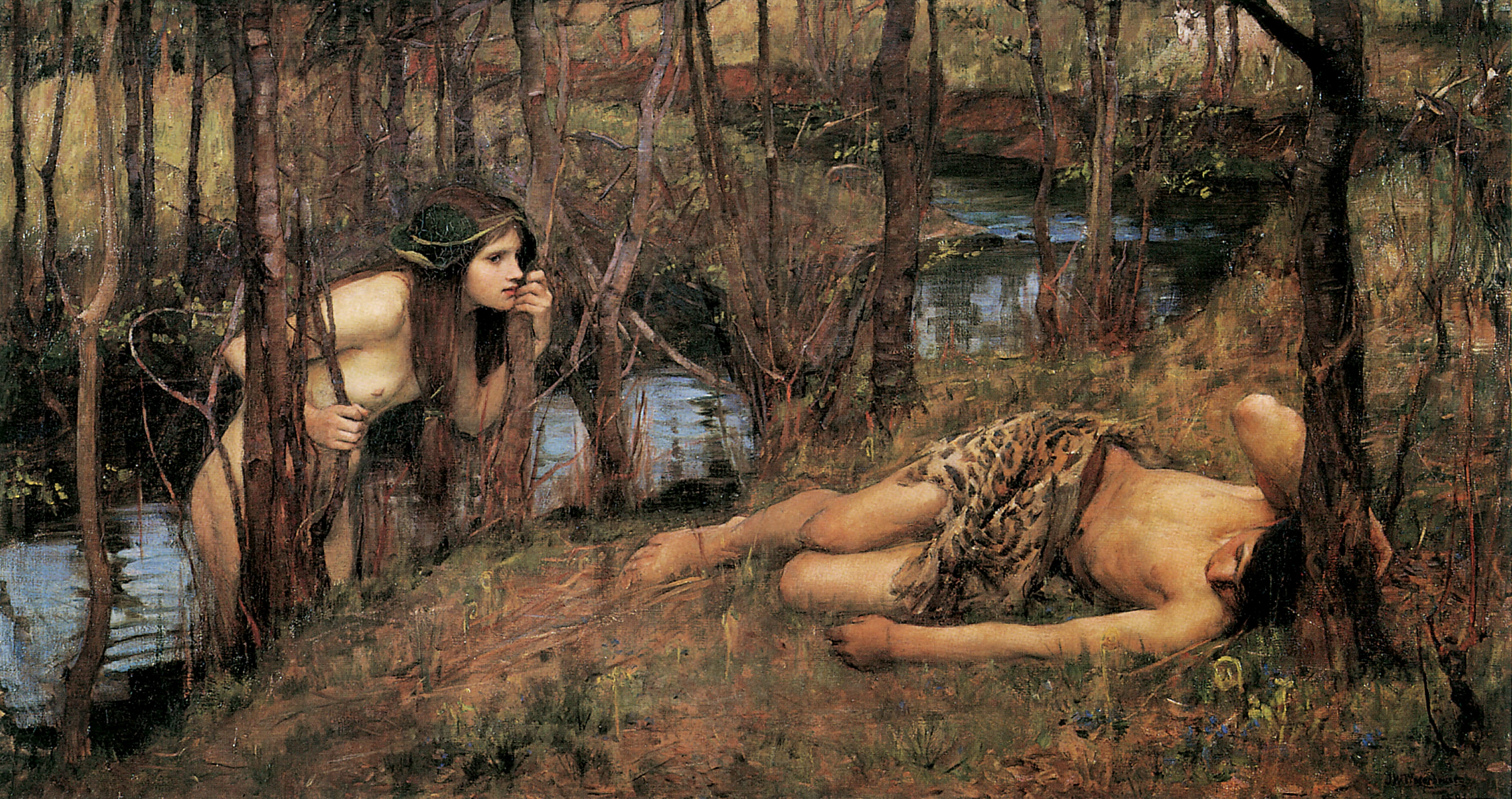
ウォーターハウス 『ナーイアス』あるいは『ニンフとヒュラース』1893年
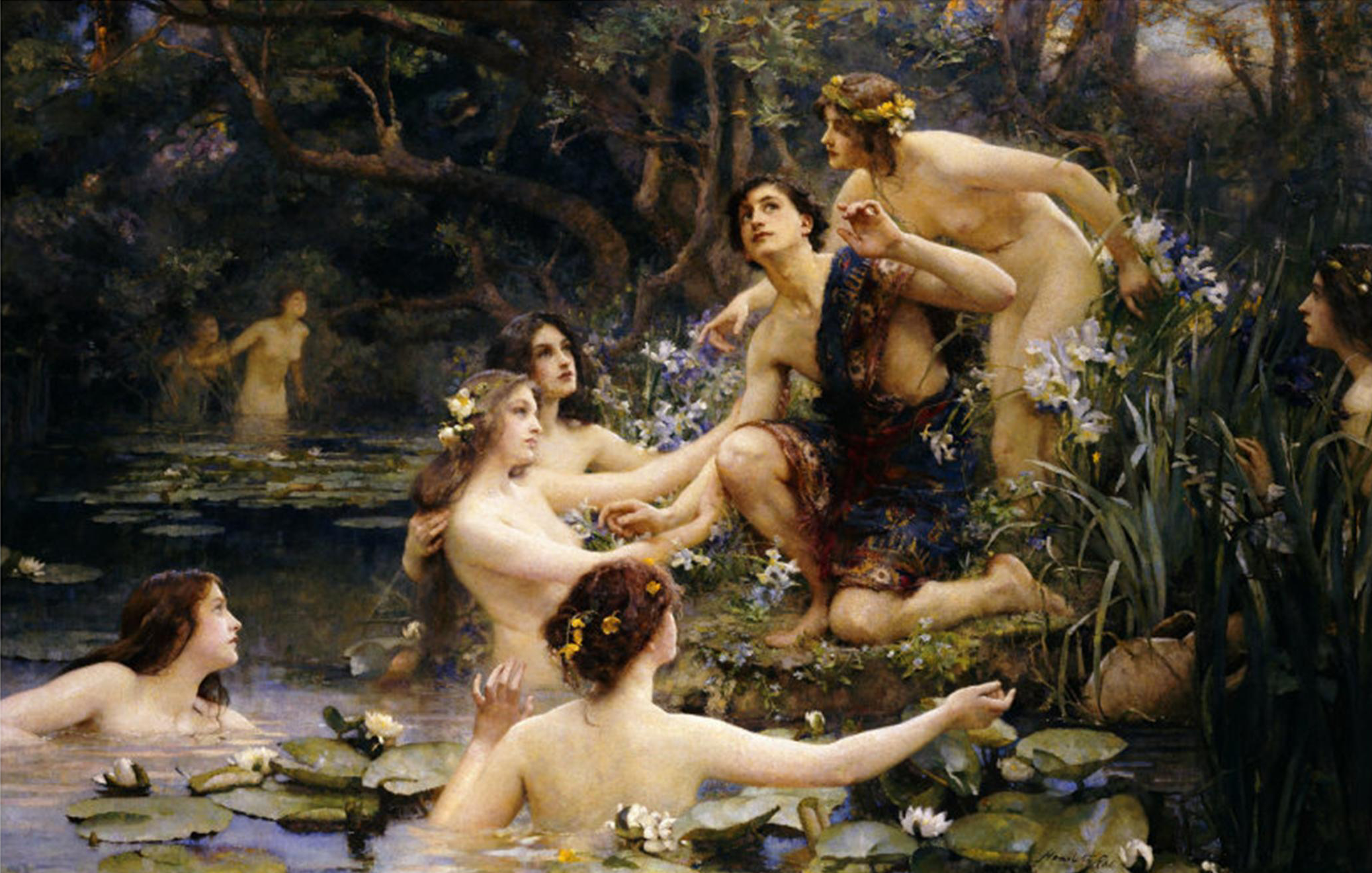
ヘンリエッタ・レイ 『ヒュラースと水のニンフたち』1910年